# Gonomyia ophion
Gonomyia ophion là một loài ruồi trong họ Limoniidae. Chúng phân bố ở miền Australasia.